# Ametadoria
Ametadoria es un género de moscas de la familia Tachinidae.  

## Especies
- A. abdominalis ( Townsend, 1934) [3] [4] (Sinónimo: Abolodoria abdominalis Townsend, 1934 )
- A. austrina ( Coquillett, 1902) [5] [4] (Sinónimo: Sturmia austrina Coquillett, 1902 )
- A. fuliginipennis ( Wulp, 1890) [6] [7] (Sinónimo: Didyma fuliginipennis Wulp, 1890 )
- A. harrisinae ( Coquillett, 1897) [8] [9] (Sinónimos: Sturmia harrisinae Coquillett, 1897, Erycia tuxedo Curran, 1930, Masicera unispinosa Reinhard, 1930 )
- A. humilis ( Wulp, 1890) [10] [4] (Sinónimo: Exorista humilis Wulp, 1890 )
- A. karolramosae Fleming y madera, 2015 [4]
- A. leticiamartinezae Fleming y Wood, 2015 [4]
- A. mauriciogurdiani Fleming & Wood, 2015 [4]
- A. misella ( Wulp, 1890) [11] [4] (Sinónimo: Anisia misella Wulp, 1890 )
- A. unispinosa Townsend, 1927 [12] (Sinónimos: Adidyma adversa Townsend, 1935, Ametadoria adversa ( Townsend, 1935))